# Tanaocrossus kalliokoskii
Tanaocrossus kalliokoskii è un pesce osseo estinto, appartenente agli scanilepiformi. Visse nel Triassico superiore (circa 220 - 202 milioni di anni fa) e i suoi resti fossili sono stati ritrovati in Nordamerica.

## Descrizione
Questo pesce possedeva un corpo allungato, con un cranio corto e lunghi denti aguzzi posti lungo i margini delle mascelle. Tanaocrossus era caratterizzato da una pinna dorsale molto allungata, simile a quella dell'attuale amia (Amia calva) alla quale assomigliava superficialmente. Tanaocrossus era dotato di un osso preopercolare espanso anterodorsalmente e di un suspensorium verticale, caratteristiche che si riscontrano anche nei perleidiformi. 

## Classificazione
Tanaocrossus è un pesce osseo dalla classificazione problematica, ma alcune ricerche sembrerebbero confermare la sua appartenenza agli scanilepiformi, un gruppo di attinotterigi forse imparentati con gli attuali politteri (Polypteridae). I primi fossili di Tanaocrossus kalliokoskii furono ritrovati nella formazione Chinle (Triassico superiore) del Colorado, e vennero descritti nel 1967 da Schaeffer. Successivamente vennero ritrovati altri resti in Virginia e, meglio conservati, nella Contea di San Juan in Utah e nella Contea di Quay in Nuovo Messico. 